# Rindfleisch

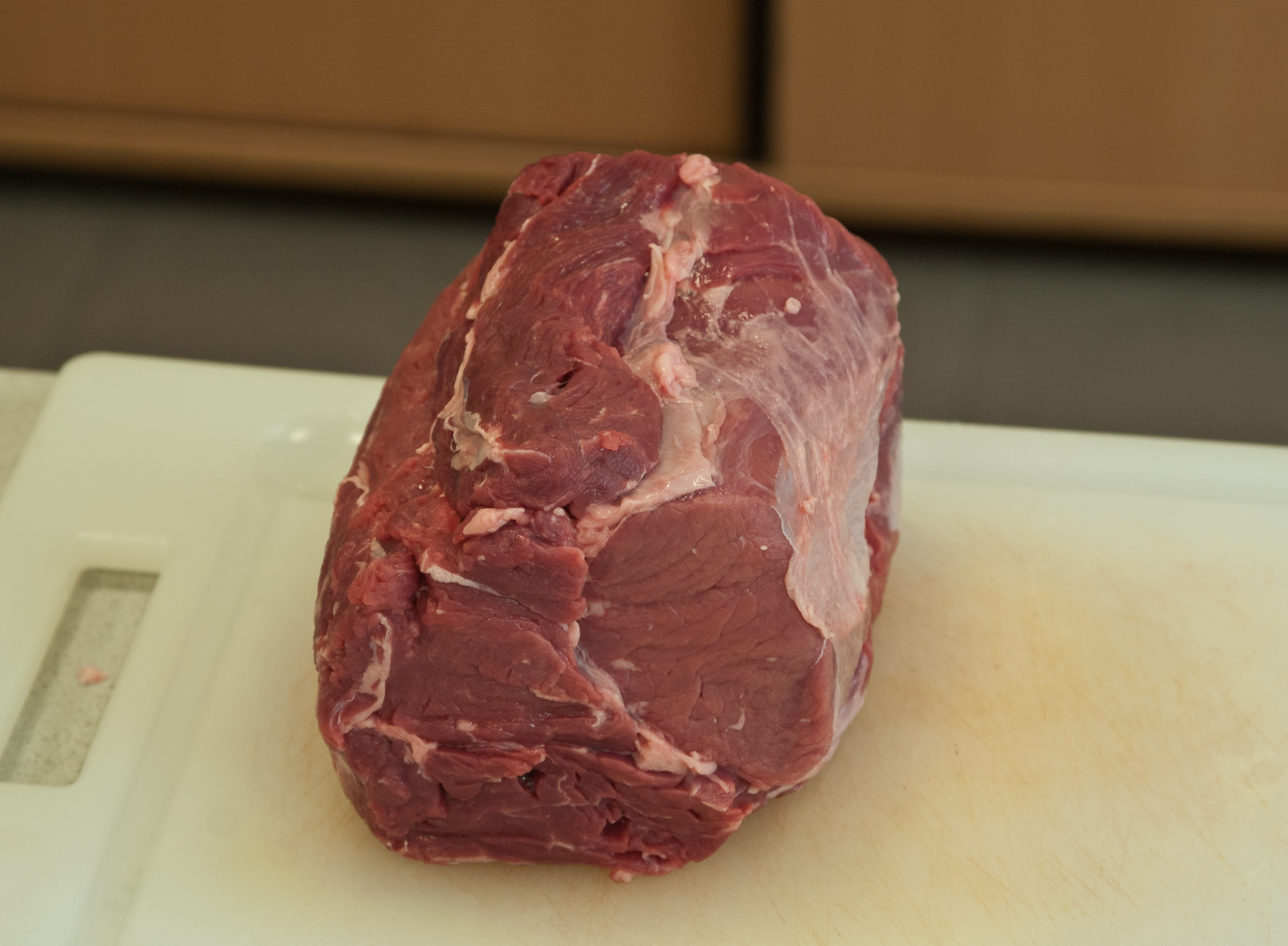
Rohes Bratenstück vom Rind

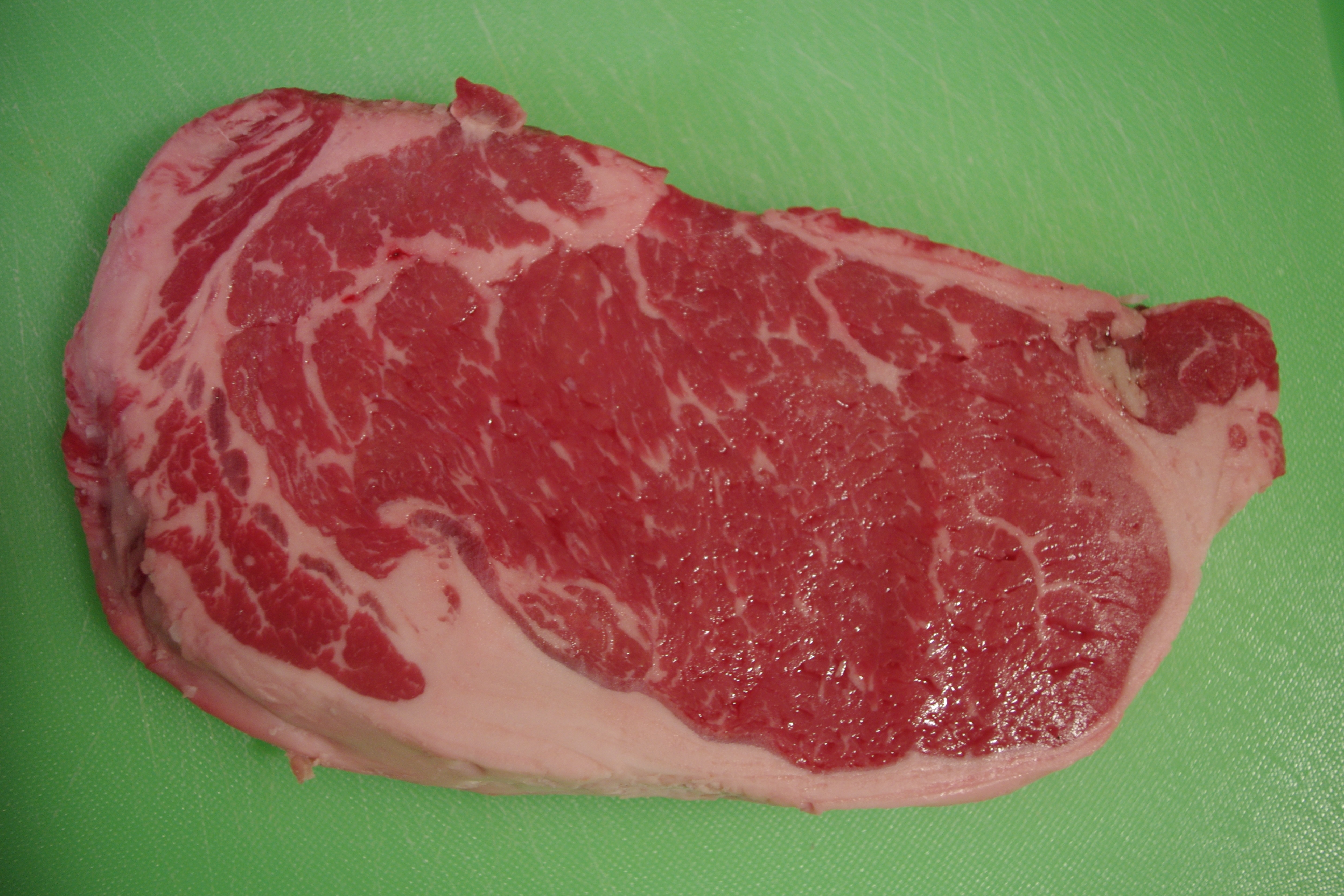
Durchwachsenes Rindfleisch, hier ein rohes Rindersteak

Als Rindfleisch (auch Rindsfleisch bzw. Rinderfleisch) bezeichnet man im deutschsprachigen Raum allgemein das Fleisch verschiedener Hausrindrassen (Bos taurus), das nach der Schlachtung von Tieren aus der Rinderproduktion erzeugt wird. In der Warenkunde wird auch das Fleisch von Wildrindern hinzugezählt, während dies in der Lebensmittelkunde zum Wildfleisch gerechnet wird. Mit Rind kann auch die Gattungsgruppe der Bovini gemeint sein, zu der Büffel und Bisons neben den Eigentlichen Rindern gehören.

## Rindfleischsorten
Folgende Bezeichnungen werden verwendet:
Jungrindfleisch, auch Baby beeffür das leicht faserige und zarte Fleisch von weiblichen und männlichen, nicht ausgewachsenen Tieren.
Jungbullenfleischfür das Fleisch von männlichen nicht kastrierten Tieren, die im Alter von 14 bis 22 Monaten geschlachtet wurden. Das Fleisch älterer Tiere wird als Bullenfleisch bezeichnet. Die Tiere werden auch als Stier, Farren oder Fasel bezeichnet, was dann in der Fleischbezeichnung statt Bulle verwendet wird. Das Fleisch ist relativ fettarm und hat eine mittlere bis kräftige Faserstruktur.
Ochsenfleischfür das Fleisch von kastrierten männlichen Rindern. Es hat eine geringe Marktbedeutung, da die Ochsenaufzucht zeit- und futterintensiver ist. Das Fleisch ist feinfaserig, saftig und aromatisch.
Färsenfleischfür das Fleisch von weiblichen Rindern, die noch nie gekalbt haben. Das Fleisch ist feinfaserig, zart und saftig. Ochsen und Färsen werden nach 20 bis 30 Monaten Stallmast bzw. nach ein bis zwei Weidemastperioden geschlachtet.
Kuhfleischfür das Fleisch von weiblichen Rindern nach dem Kalben. Meist handelt es sich dabei um Milchkühe, deren Milchleistung zu gering ist.
In der Warenkunde wird Kalbfleisch als eigene Fleischsorte neben Rindfleisch definiert. Kalbfleisch nennt man das Fleisch von Kälbern und Mastkälbern, die im Alter von 5 bis 6 Monaten und einem Gewicht von ca. 200 kg geschlachtet werden. Das Fleisch ist fettarm und feinfasrig. Das Fleisch ist hellrosa bis hellrot. Bei sehr eisenreichem Futter, wie frischem Grünfutter, wird das Fleisch deutlich dunkler und ist von den anderen Sorten vor allem am geringen Anteil Bindegewebe zu unterscheiden.
Die Begriffe Fleischsorte und Fleischart werden synonym für die Teilstücke des Rindfleischs verwendet.
In den Leitzsätzen für Fleisch und Fleischerzeugnisse des Deutschen Lebensmittelbuchs wird Rindfleisch entsprechend den Eigenschaften in drei Sorten unterteilt:
Sehnen- und fettgewebsarmes RindfleischDie Skelettmuskulatur des Rindes, die von Natur aus nur sehr wenig Bindegewebe und Fettgewebe enthält (z. B. Oberschale) oder deren Gehalt an diesen Geweben durch Ausschneiden (Entsehnen) entsprechend verringert worden ist (z. B. entsehntes Bugstück).
Grob entsehntes RindfleischRindfleisch mit Bindegewebe- und Fettgewebegehalten, wie sie bei Verarbeitung von nicht übermäßig muskelarmen Rinderhälften ohne Filet, Lende und Oberschale nach Entfernung der groben Sehnen und größeren Fettgewebeansammlungen zu erwarten sind. Fleisch mit höheren Bindegewebe- und Fettgewebegehalten wird entsprechend ausgeschnitten.
Sehnenreiches RindfleischRindfleisch mit einem Bindegewebegehalt, der höher ist als bei grob entsehntem Rindfleisch, jedoch niedriger als bei ausschließlicher Verwendung von Beinfleisch, Fleisch, das von grob ausgelösten Knochen abgetrennt wird („Knochenputz“), und Kopffleisch.
Rindfleisch der Schnittstelle zwischen Kopf und Hals wird als sehnenreich gewertet und nur für Brüh- und Kochwürste verwendet. Manuell von grob ausgelösten Knochen abgetrenntes Fleisch wird als sehnenreich gewertet. An Kopf- und Röhren- und Wirbelsäulenknochen haftendes Fleisch wird nur manuell abgetrennt.

## Wirtschaftliche Bedeutung und Konsum

### Weltweite Produktion
2022 wurden laut der Ernährungs- und Landwirtschaftsorganisation FAO weltweit etwa 114 Mio. t Rindfleisch produziert.
Folgende Tabelle gibt eine Übersicht über die zehn größten Produzenten von Rindfleisch weltweit, die insgesamt 38,1 % der Fleischmenge produzierten.
| Rang | Land                | Menge (in t) |
| ---- | ------------------- | ------------ |
| 1    | Vereinigte Staaten  | 12.890.324   |
| 2    | Brasilien           | 10.350.000   |
| 3    | Volksrepublik China | 7.180.000    |
| 4    | Argentinien         | 3.133.103    |
| 5    | Mexiko              | 2.175.577    |
| 6    | Australien          | 1.878.088    |
| 7    | Russland            | 1.620.730    |
| 8    | Türkei              | 1.572.747    |
| 9    | Kanada              | 1.378.656    |
| 10   | Frankreich          | 1.361.310    |
|      | Summe Top Ten       | 43.540.535   |
|      | restliche Länder    | 25.805.559   |

In Deutschland wurden im gleichen Jahr 994.910 Tonnen produziert.
2023 wurden in Deutschland 992.900 Tonnen Rindfleisch produziert und 3,0 Millionen Tiere dafür geschlachtet.

### Handel
Weltweit wurde 2020 grenzüberschreitend Rindfleisch im Gesamtwert von rund 8,1 Milliarden US-Dollar gehandelt. Die USA war dabei vor den Niederlanden und Polen das international bedeutendste Exportland dieses Fleischs.
Folgende Tabelle gibt eine Übersicht über die zehn größten Exportländer von Rindfleisch (nach Wert in 1000 US$), die insgesamt 71,6 % der Fleischmenge produzierten.
| Rang | Land               | Wert (in 1000 US$) |
| ---- | ------------------ | ------------------ |
| 1    | Vereinigte Staaten | 806.551            |
| 2    | Niederlande        | 796.065            |
| 3    | Polen              | 720.049            |
| 4    | Frankreich         | 703.779            |
| 5    | Spanien            | 620.131            |
| 6    | Deutschland        | 524.605            |
| 7    | Mexiko             | 519.339            |
| 8    | Australien         | 419.222            |
| 9    | Kanada             | 346.509            |
| 10   | Belgien            | 345.040            |
|      | Summe Top Ten      | 5.801.290          |

### Rindfleischverbrauch und -verzehr
Der Rindfleischverbrauch lag 2021 in Deutschland bei 13,7 Kilogramm pro Kopf, hierbei sind der menschliche Verzehr, aber auch Futter, industrielle Verwertung und Verluste (einschließlich Knochen) einbezogen. Der Fleischverbrauch insgesamt lag im gleichen Jahr bei 81,7 kg pro Kopf.
In Deutschland lag der Verzehr von Rind- und Kalbfleisch 2021 bei 9,4 Kilogramm je Einwohner.
Folgende Tabelle gibt eine Übersicht über den weltweiten Verzehr von Rind- und Kalbfleisch (in kg/Kopf/Jahr).
| 1   | Argentinien            | 48,5 |
| 2   | Simbabwe               | 43,8 |
| 3   | Vereinigte Staaten     | 37,8 |
| 4   | Brasilien              | 34,7 |
| 5   | Chile                  | 33,3 |
| 6   | Hongkong               | 33,0 |
| 7   | Israel                 | 31,9 |
| 8   | Luxemburg              | 31,3 |
| 9   | Usbekistan             | 30,4 |
| 10  | Französisch-Polynesien | 29,6 |
| ... |                        |      |
| 53  | Deutschland            | 14,0 |
|     | Weltdurchschnitt       | 9,1  |

## Religiöses Rindfleischverbot
Hindus sehen Kühe als heilige Tiere und verbieten deshalb in verschiedenem Ausmaß die Schlachtung, Verarbeitung und den Verzehr dieser Tiere.
Die abrahamischen Religionen vertreten die Ansicht, dass der Verzehr von Rindfleisch erlaubt sei.

## Einordnung
Die Rindfleischklassifizierung berücksichtigt die Muskelfülle, den Fettanteil und die Kategorie (Kalb, Bulle, Färse), nicht jedoch die Herkunft oder die Rasse. Das Rindfleischetikettierungsgesetz legt ein verbindliches Etikettieren von Rindfleisch und Rindfleischprodukten fest. Auf den Etiketten müssen Angaben zu Geburt, Mast, Schlachtung und Zerlegung des Tieres, von dem das Fleisch stammt, gemacht werden.

## Umwelt- und Gesundheitswirkung
|                           | Rindfleisch | Impossible | Beyond | Schwarze Bohnen |
| ------------------------- | ----------- | ---------- | ------ | --------------- |
| Trans-Fettsäuren (g)      | 1,5         | 0          | 0      | 0               |
| Gesättigte Fettsäuren (g) | 8           | 8          | 6      | 1,5             |
| Natrium (mg)              | 230         | 370        | 390    | 0               |
| Cholesterin (mg)          | 80          | 0          | 0      | 0               |
| Ballaststoffe (g)         | 0           | 3          | 2      | 7,3             |
| Protein (g)               | 20          | 19         | 20     | 11              |
| Vitamin B12 (µg)          | 3           | 3          | 0      | 0               |
| Eisen (g)                 | 2,8         | 4,2        | 4,2    | 3,6             |
| Kalium (µg)               | 345         | 610        | 300    | 420             |

Die Rinderproduktion in der Landwirtschaft verursacht größere Umweltschäden als andere Viehhaltungssysteme. Tiertransporte zwischen den Aufzuchtbetrieben und der Schlachtung unterliegen strengen Regelungen hinsichtlich des Tierschutzes, wirken sich trotzdem direkt auf die Umwelt aus.
Außerdem ziehen die Gesundheitsrisiken des Fleischkonsums gesellschaftliche Kosten nach sich. Forscher der Universität Oxford, der TU Berlin und des Potsdamer Instituts für Klimafolgenforschung plädieren daher für eine Fleischsteuer, um den Rindfleischkonsum zu verringern. Laut ihren Berechnungen müsste Rindfleisch zwischen 35 und 56 Prozent teurer werden.
Ebenso hat die industrielle Schlachtung und Zerlegung in Schlachtbetrieben direkte Auswirkungen auf die Umwelt. Bei der Gesamtbetrachtung werden diese Aspekte genauso wie der Fleischkonsum in die Bewertung der Umweltwirkung mit einbezogen.
Rindfleisch ist die Fleischsorte, die das Klima am stärksten belastet (13,3 Kilo CO2-Äquivalente pro Kilo), da Rindfleisch den höchsten ökologischen Fußabdruck pro Gramm Protein hat.
Die Rindfleischproduktion verursacht deutlich höhere Treibhausgasemissionen als andere Fleischproduktionssysteme. Für die Produktion im Rahmen von Intensivtierhaltung (US-Feedlot-System) wurde ein Wert von 14,8 kg CO2-Äquivalent je kg Rindfleisch ermittelt. Schweinefleisch lässt sich hingegen mit 3,8 kg CO2-Äquivalent je kg Fleisch und Geflügelfleisch mit 1,1 kg CO2-Äquivalent je kg Fleisch produzieren. Insbesondere beim Verdauen von Raufutter wird besonders viel Methan gebildet (im Vergleich zu rohfaserarmen Kraftfutter etwa viermal so viel) Hinzu kommt der Ausstoß des hoch wirksamen Treibhausgases Distickstoffmonoxid („Lachgas“) aus den intensiv genutzten Böden für den Futterpflanzenanbau.
Daneben hat Rindfleisch den größten Flächenbedarf aller Grundnahrungsmittel, wodurch die Rindfleischproduktion zur Verschärfung von Flächennutzungskonflikten mit anderweitig landwirtschaftlich bestellbarer Flächen, Naturräumen und Wohngebieten beiträgt. Für die Produktion von 1.000 kcal Nährwert durch Rindfleisch werden knapp 150 m² Fläche benötigt (Mais: 0,65 m²).
Lediglich ein Prozent des Nährwertes des ursprünglich verfütterten Getreides wird bei Rindfleisch in vom Menschen nutzbare Kalorien umgewandelt. Der durchschnittliche Wasserverbrauch liegt bei über 16.000 Liter pro Kilo Rindfleisch.
Durch den Konsum von durch BSE befallenen Rindfleisches kann beim Menschen eine Variante der Creutzfeldt-Jakob-Krankheit ausgelöst werden.